# حسين العطاس
حسين العطاس (1928 - 2007) رجل سياسي وعالم اجتماع وأكاديمي ماليزي. شغل منصب نائب رئيس جامعة مالايا في الثمانينيات وشكل حزب حركة الشعب الماليزي (جيراكان). كتب السيد حسين عدة كتب عن الفساد والتعددية العرقية والإمبريالية والآسر الفكري كجزء من المشروع الاستعماري وما بعد الاستعماري، وأشهرها «أسطورة السكان الأصليين».

## نسبه
حسين بن علي بن عبد الله بن محسن بن محمد بن عبد الله بن محمد بن محسن بن حسين بن عمر بن عبد الرحمن العطاس بن عقيل بن سالم بن عبد الله بن عبد الرحمن بن عبد الله بن عبد الرحمن السقاف بن محمد مولى الدويلة بن علي بن علوي الغيور بن الفقيه المقدم محمد بن علي بن محمد صاحب مرباط بن علي خالع قسم بن علوي بن محمد بن علوي بن عبيد الله بن أحمد المهاجر بن عيسى بن محمد النقيب بن علي العريضي بن جعفر الصادق بن محمد الباقر بن علي زين العابدين بن الحسين السبط بن الإمام علي بن أبي طالب، والإمام علي زوج فاطمة بنت محمد ﷺ.
فهو الحفيد 36 لرسول الله محمد ﷺ في سلسلة نسبه.

## مولده ونشأته
ولد في مدينة بوجور في جزر الهند الشرقية الهولندية (إندونيسيا حاليا). وجده هو الحبيب عبد الله بن محسن العطاس الذي هاجر من حضرموت واستقر في بوجور. وهو الأخ الأكبر للسيد محمد نقيب العطاس.

## حياته السياسية
كان السيد حسين من بين العديد من المثقفين الذين شكلوا حزب حركة الشعب الماليزي (جيراكان) عام 1968 كفرع لحزب العمال البائد. نجح الحزب في الانتخابات العامة لعام 1969، حيث قام أعضاء الحزب بحملة على أساس العدالة الاجتماعية وقاموا بتقليص أو إلغاء الامتيازات لشعوب الملايو (بوميڤوترا) التي حددتها المادة 153 من الدستور. عقد حزب جيراكان مسيرة النصر في العاصمة كوالالمبور للاحتفال بعد الانتخابات العامة. ومع ذلك، فقد انحرفت المسيرة عن طريقها المخطط للوصول إلى مناطق الملايو في المدينة، حيث كان أعضاء الحزب يسخرون من عرق الملايو، يذكر أن منظمة الملايو الوطنية المتحدة، كانت عنصرًا رئيسيًا في الحكومة الائتلافية، وعلى الرغم من أنه صدر اعتذار في اليوم التالي من قبل الحزب جيراكان للملايو، فقد عقد اجتماعًا حاشدًا انتقاميًا. تحول هذا التجمع إلى أعمال شغب قتل فيها ما لا يقل عن 180 شخصًا (تشير تقديرات أخرى إلى أن عدد القتلى أعلى بكثير). نتيجة لذلك، تم إعلان حالة الطوارئ، وتم تعليق البرلمان؛ ولم يجتمع مرة أخرى حتى عام 1971.
عندما انضمم حزب جيراكان إلى حكومة التحالف الائتلافية عام 1972، غادر السيد حسين الحزب للمساعدة في تشكيل حزب العدالة الاجتماعية الماليزي (PEKEMAS) الذي استناد على مبادئ مماثلة في تشكيل حزب جيراكان عليها. ومع ذلك، انهار الحزب في عام 1978 بسبب الانشقاقات الضخمة لحزب العمل الديمقراطي الماليزي (DAP).

## حياته الأكاديمية
بدأت حياة السيد حسين الأكاديمية في دار النشر ديوان باهاسا دان بوستاكا، حيث عمل كرئيس لقسم الأبحاث عام 1958 وما بعدها. بدأ إلقاء المحاضرات بدوام جزئي عن الفلسفة في جامعة مالايا عام 1960، شغل منصب رئيس القسم الثقافي في قسم الدراسات الملاوية بالجامعة من عام 1963 إلى عام 1967. وشغل منصب رئيس قسم دراسات الملايو في جامعة سنغافورة الوطنية من 1967 إلى 1988. تم تعيينه نائبا لمستشار جامعة مالايا عام 1988، قبل أن يصبح أستاذا في مركز الدراسات العامة بالجامعة الوطنية الماليزية عام 1995. انتقل بعد ذلك إلى قسم الأنثروبولوجيا وعلم الاجتماع في عام 1997، قبل أن يصبح عضو في البحث الرئيسي في معهد عالم الملايو والحضارة في الجامعة نفسها عام 1999.
قام السيد حسين بتأليف العديد من الكتب، أشهرها «أسطورة السكان الأصليين». في عام 1966 بدأ يفكر في مسألة سبب اعتبار المستعمرين الغربيين لأهالي منطقة جنوب شرق آسيا البحرية لمدة أربعة قرون، بأنهم كسولين بشكل عام. موضحا السبب بأن الأوروبيين لم يصلوا إلى هذه المناطق حتى القرن السابع عشر. أنتج بحثه في نهاية المطاف وسماه «أسطورة الكسلان الأصلي» ، وهو كتاب تم نشره عام 1977. في الكتاب، استشهد بمثال عن وجهة نظر «مُهينة» للسكان الأصليين، عندما اقترح عالم ألماني أن الفلبينيين قاموا بصنع مجاذيف القوارب من الخيزران حتى يتمكنوا من الحصول على الراحة في العمل بشكل متكرر: «فإذا كسرت، يتم تعليق العمل عن التجديف حتى يتم إصلاحها مرة أخرى». انتقد السيد حسين مثل هذه المعتقدات في الكتاب على أنها تتراوح بين «الخيال المبتذلة والكذب إلى المنحة المكررة»، وهو تبرير إيديولوجي كبير للهيمنة الاستعمارية. وأكد أيضًا أن «صورة المواطن الأصلي البطيء والمتخلف قد تحولت إلى صورة تابعة تعتمد على المساعدة لتسلق سلم التقدم»، لا سيما في المنشورات التي تضحي بأن الشعوب استسلمت للغة الرأسمالية الاستعمارية.
وفقًا لبرونو فرنانديز وهو عالم اجتماع وفيلسوف ومحلل أكاديمي وسياسي، قام "بصياغة عمل نقدي وانعكاسي من وجهة نظر البلدان المستعمرة سابقًا"، وبينما كان العطاس معروفة جدًا اليوم في العالم الماليزي الفكري (إندونيسيا، وماليزيا، وسنغافورة، والفلبين) و (بواسطة) مجتمع ماليزي واسع الثقافة، فأنه يتم تجاهله على نطاق واسع في أي مكان آخر..."  تم تكريم السيد عطاس لتأثيره في الحياة الفكرية وفي التحليل الآسيوي من قِبل مجموعة آسيان فوكس وكلية الدراسات الآسيوية في الجامعة الأسترالية الوطنية، الراحل إدوارد وديع سعيد على سبيل المثال، الذي أعاد كتاب «الاستشراق»، أقر بدينه للسيد حسين الذي كان يدلي بنقده للإمبريالية في كتابه «أسطورة السكان الأصليين» (1977)، والتاريخ الاستعماري في «توماس ستامفورد رافلز: مُخطط أو مُصلح» (1971)، وقدم جهودًا رائدة في استجابات ما بعد الاستعمار للعالم الثالث في العلوم الاجتماعية الغربية. بشكل عام، تم اعتباره أحد مؤسسي التحقيق الاجتماعي في جنوب شرق آسيا ومرشدًا للكثيرين في العلوم الاجتماعية والأكاديمية في المجتمع الماليزي. في الخمسينيات من القرن الماضي، كان يفكر بالفعل في أهمية مساهمة العالم ابن خلدون في الفلسفة والتاريخ وعلم الاجتماع. أثناء إجراء الدراسات العليا في جامعة أمستردام أسس السيد حسين مجلة الإسلام التقدمي (1954-1955) وقام بتحرير روابطه مع المثقفين داخل العالم الإسلامي، بما في ذلك محمد نصير من إندونيسيا وطه حسين وعثمان أمين من مصر.
نقلاً عن السيد العطاس باعتباره معارضاً للفساد، كتب كاتب آخر: «كانت مجالات السيد حسين في دراسات الملايو والإسلام التدريجي ومحاربة الفساد. اقرأ كتبه إذا كان لديك الوقت: ديمقراطية الإسلام، والثورة العقلية، وعلم اجتماع الفساد، وأسطورة السكان الأصليين، من بين أشياء أخرى كثيرة»؛ كداعم للتعددية الثقافية «يجب أن يتم تذكيرك أن السيد حسين أرسى الأساس لسياسات متعددة الأعراق.....». كأكاديمي يذكر أن السيد حسين رجل لديه شعور بالإنصاف والنزاهة. ومع ذلك، قال الدكتور ليم تيك غي، الذي كان محاضرًا في جامعة مالايا عندما كان بروفيسورا: «إصراره على مبادئ التميز والعدالة واللعب النظيف بغض النظر عن العرق جعله غير محبوب في بعض الدوائر. لذلك، دفع ثمنًا باهظًا».

## وفاته
توفي السيد حسين من انسداد رئوي في الساعة 9:30 مساءً في 23 يناير 2007 في كوالالمبور بماليزيا.

### استشهادات
1. ↑   http://malaysia-today.net/blog2006/newsncom.php?itemid=2050. {{استشهاد ويب}}: |url= بحاجة لعنوان (مساعدة) والوسيط |title= غير موجود أو فارغ (من ويكي بيانات) (مساعدة)
2. ↑  Ensiklopedi Islam (بالإندونيسية) (3rd ed.), Ichtiar Baru Van Hoeve, QID:Q123019074
3. ↑  Syed Hussein Alatas dies, Malaysia Today, 24 January 2007 نسخة محفوظة 10 October 2007 على موقع واي باك مشين..
4. ↑  Syed Muhammad Naquib al-Attas (Genealogical Information) نسخة محفوظة 14 January 2011 على موقع واي باك مشين.[وصلة مكسورة]
5. ↑  An Intellectual life by Asian Analysis is brought to you by Asean Focus Group in cooperation with the Faculty of Asian Studies at The Australian National University نسخة محفوظة 29 يناير 2016 على موقع واي باك مشين.
6. ↑  Means, Gordon P. (1991).
7. ↑  George, K. (2005).
8. ↑  Ismail, Faezah.
9. 1 2  Faezah, Ismail.
10. ↑  Fernandes, Bruno "Compte-rendu analytique et extraits de l'ouvrage" Review in French and Malaysian in the Anales de desclasificación نسخة محفوظة 8 October 2011 على موقع واي باك مشين.
11. ↑  Asian Analysis by Asean Focus group in cooperation with the Faculty of Asian Studies at The Australian National University نسخة محفوظة 20 يوليو 2008 على موقع واي باك مشين. [وصلة مكسورة]
12. ↑  Screenspots: Fighting a losing battle against corruption and "Farewell, Prof. نسخة محفوظة 23 فبراير 2012 على موقع واي باك مشين. [وصلة مكسورة]
13. ↑  "Prof Syed Hussein Alatas meninggal dunia". Malaysiakini (بالملايوية). Archived from the original on 2019-05-31. Retrieved 2016-03-25.

## وصلات خارجية
- في الذاكرة: سيد حسين العطاس - ذا ما بعد الاستعمار
- يدفع العشرات آخر التحيات لسيد حسين
- An Intellectual Life على موقع واي باك مشين (نسخة محفوظة 31 August 2007)

| المكاتب السياسية              | المكاتب السياسية                                   | المكاتب السياسية        |
| ----------------------------- | -------------------------------------------------- | ----------------------- |
| يتقدم بواسطة الحزب وجدت حديثا | رئيس حزب حركة الشعب الماليزي (جيراكان) 1968 - 1969 | نجح بواسطة ليم تشونغ يو |